# Xanthippe
Xanthippe var Sokrates' hustru i det antikke Athen. Parret havde tre sønner.

## Navnet
"Xanthippe" betød "blonde hoppe", af gammelgræsk ξανθός "xanthos" (= blond) og ‘ιππος "hippos" (= hest). Der fandtes mange græske personnavne med tilknytning til heste, fx Filippos = hesteven og Hippokrates = hestetæmmer, mens Xanthippus (= blonde hest) var far til Perikles. I græsk mytologi vandt Pelops prinsesse Hippodamia, samt hendes trone, efter at have besejret og dræbt hendes far i et stridsvognløb; og Hippomenes vandt Atalanta, samt hendes trone, ved at besejre hende i et kapløb.  Hippos i et gammelgræsk navn tyder på en aristokratisk familie.  Endnu en grund til at tro, at Xanthippe var af fornem familie, er, at hendes ældste søn fik navnet Lamprokles i stedet for Sofroniskos efter Sokrates' far. I det antikke Athen var skikken nemlig at opkalde ens første barn efter den mest berømte af barnets bedstefædre. Xanthippes far hed formodentlig Lamprokles. Når det ældste barn fik navn efter sin morfar, har morfaren været af højere rang end farfaren.  Xanthippes næstældste søn blev opkaldt efter sin farfar Sofroniskos.

## Eftermæle
Der kendes få sikre fakta om Xanthippe. Hun nævnes dog ofte for sin skarpe tunge, og siges at være den eneste, der kunne lukke munden på Sokrates (og den eneste, der nogensinde slog ham i en diskusssion). Xenofon skildrer hende som en arrig kvinde, stridslysten og ondsindet. Hun skulle efter sigende have haft et dårligt temperament og været personificeringen af en rappenskralde.
Imidlertid må Sokrates heller ikke have været særlig let at leve sammen med, da han (i modsætning til sofisterne) ikke tog sig betalt for sin undervisning. Hans eneste bidrag til husholdets økonomi var således – siges det – mad og gaver fra venner, samt de tilfældige mønter, han fandt på sine daglige vandreture rundt i Athen.
I sin dialog Symposion hævder Xenofon, at Sokrates beskrev Xanthippe som "den vanskeligste at komme overens med af alle de kvinder, der findes". I en anekdote kommer Sokrates hjem til hende og skældes huden fuld, førend han er kommet gennem døren, hvor hun afsluttende overhælder ham med en bøtte snavsevand (i nogle versioner er der endog tale om en natpottes indhold). Sokrates skal have svaret på sit sædvanlige, flegmatiske vis: "Efter torden kommer regn." 
Da Sokrates i Xenofons Symposion bliver spurgt, hvorfor han giftede sig med Xanthippe, svarer han, at han er som den mand, der ønsker at blive rideekspert, og derfor vælger en temperamentfuld hest: "Jeg ønsker at have med mennesker at gøre enkeltvis, og beskæftige mig med menneskeheden generelt, og derfor mit valg af ægtefælle. Jeg ved, at hvis jeg kan tolerere hendes ilterhed, så kan jeg med lethed knytte mig til ethvert menneske."